# Centro Desportivo Nacional Papendal
O Centro Desportivo Nacional Papendal é um centro nacional de desenvolvimento desportivo na Holanda, localizado nos bosques de Veluwe, a oito quilómetros de Arnhem. As instalações são usadas diariamente por 300 atletas de elite.

## Centro Nacional Desportivo

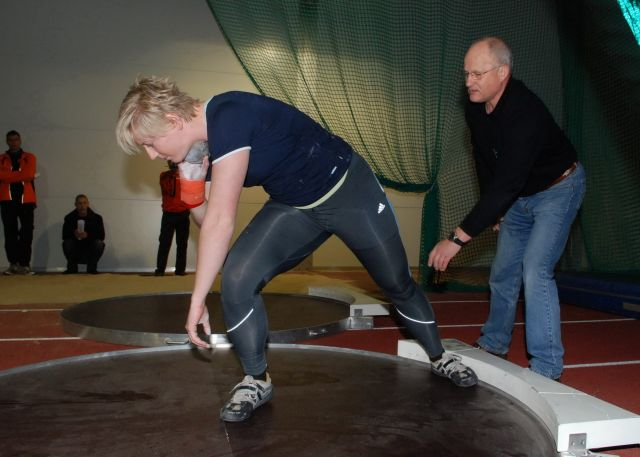
O treinador Dieter Kollark a dar instruções à atleta alemã Petra Lammert em treino de lançamento do peso nas instalações de Papendal.

O uso de Papendal para treino de atletas de elite remonta ao início da década de 1970, mas o primeiro evento lá realizado foram os Jogos Paralímpicos de Verão de 1980, entre 21 de Junho e 5 de Julho desse ano. Contudo, o local só foi formalmente adoptado e desenvolvido a partir de 1993, depois da fusão do Comité Olímpico Nacional Holandês e da Federação Desportiva Holandesa. O Comité Olímpico Nacional Holandês tem 90 organizações desportivas afiliadas, que representam perto de 2700 clubes individuais.
Papendal é também onde treina o clube de futebol SBV Vitesse e as camadas jovens do mesmo emblema. As infraestruturas de apoio incluem um centro de conferências e um hotel.
Na preparação para as Olimpíadas de 2012, e um ano antes, a infraestrutura construiu uma réplica da pista de BMX proposta para o Velódromo de Londres.
Em Dezembro de 2012 foi aberto o pavilhão de Arnhem, dotando Papendal de um pavilhão multidesportivo moderno, e entre os melhores da Europa.
O Centro permite a prática de mais de uma dezena de desportos, desde o andebol, atletismo ou tiro com arco a desportos de Inverno, nomeadamente snowboard e esqui.

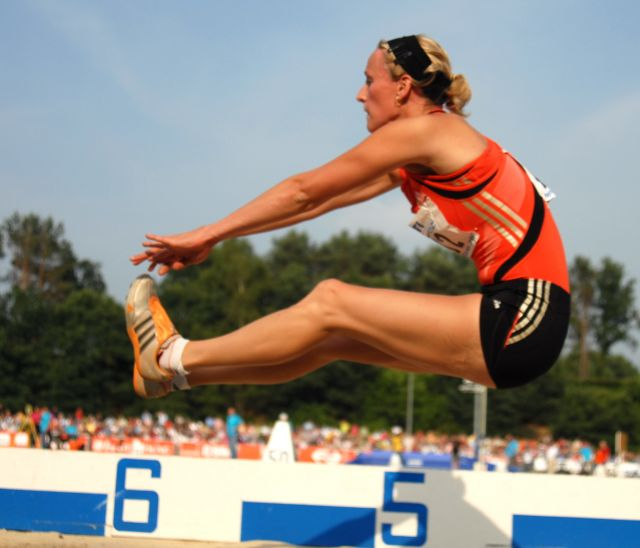
Laurien Hoos nos Jogos de Papendal 2007.